# نيروباما دت
نيروباما دت (بالإنجليزية: Nirupama Dutt)‏ (1955)؛ مترجمة، كاتِبة، صحفية وشاعرة هندية.